# صباح (روزنامه)
روزنامه صباح (به ترکی استانبولی: Sabah Gazetesi) از روزنامه‌های پرشمارگان ترکیه است که آغاز انتشار آن به‌سال ۱۹۸۵ برمی‌گردد.
این روزنامه که با شعار «بهترین روزنامه ترکیه» پا به صحنه گذاشت در ژانویه سال ۱۹۹۷ وبسایت خبری خود را افتتاح نمود.
روزنامه صباح به‌طور همزمان در آلمان نیز چاپ می‌شود.
فروش این روزنامه در هفته سوم اوت ۲۰۱۱، ۳۳۹ هزار و ۶۸۳ نسخه بوده‌است و از این جهت بعد از روزنامه‌های زمان، پُستا و حریت چهارمین روزنامه پرفروش ترکیه به‌شمار می‌رود.